# Corycium carnosum
Corycium carnosum är en orkidéart som först beskrevs av John Lindley, och fick sitt nu gällande namn av Robert Allen Rolfe. Corycium carnosum ingår i släktet Corycium, och familjen orkidéer. Inga underarter finns listade i Catalogue of Life.